# Дерек Бріггс
Дерек Бріггс (ірл. Derek Briggs; нар. 10 січня 1950) — ірландський палеонтолог. Займається вивченням скам'янілостей кембрійського періоду. Відомий роботою з вивчення фауни формації Берджес-Шейл разом з Гаррі Віттінгтоном та Саймоном Конвеєм Моррісом.
Бріггс є членом Лондонського Королівського товариства (1999) і почесним членом Ірландської королівська академії. У 2000 році отримав медаль Лаєлла, а у 2001 році нагороджений медаллю Бойла. У 2003 році Бріггс став президентом Палеонтологічного товариства; у 2015 році отримав медаль Палеонтологічного товариства. З 2002 по 2004 рік він був президентом Палеонтологічної асоціації. Член-кореспондент Палеонтологічного товариства з 2008 року.